# رمی کوزن
رمی کوزن (انگلیسی: Rémi Cusin؛ زادهٔ ۳ فوریهٔ ۱۹۸۶) دوچرخه‌سوار اهل فرانسه است.